# NGC 3768
NGC 3768 is een lensvormig sterrenstelsel in het sterrenbeeld Leeuw. Het hemelobject werd op 14 maart 1784 ontdekt door de Duits-Britse astronoom William Herschel.

## Synoniemen
- UGC 6589
- MCG 3-30-24
- ZWG 97.30
- PGC 35968